# بالاسيت

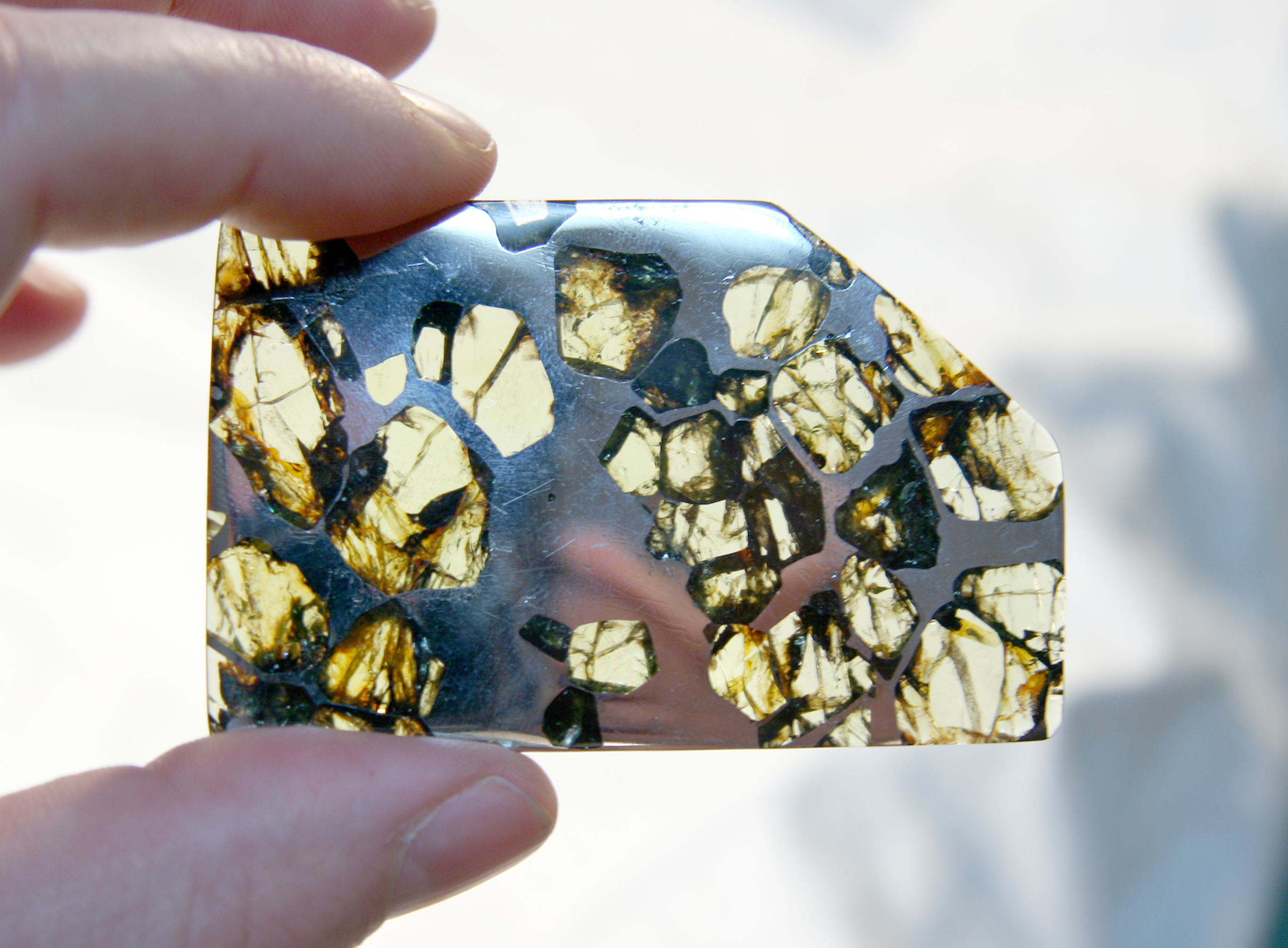
شريحة من بلاسيت إسكيل، تظهر بوضوح بلورات الأوليفين الكبيرة معلقة في المعدن

بالاسيت (بالإنجليزية: Pallasite)‏ هو نيزك صخري حديدي يتكون أساسا من الزبرجد الزيتوني والحديد المعدني.

## التصنيف والمجموعات الفرعية

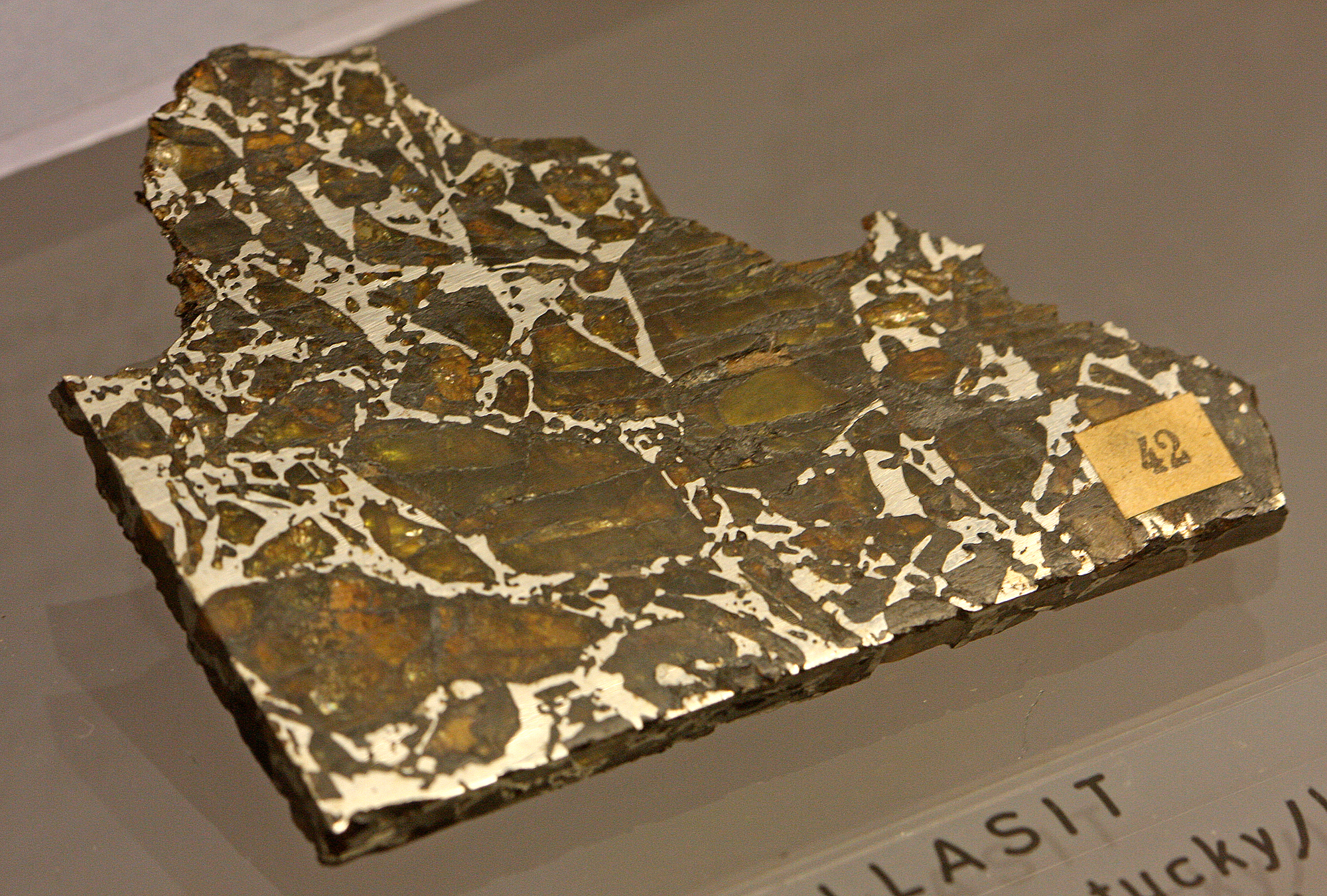
بالاسيت: محطة النسر

باستخدام تكوين نظائر الأكسجين، وتكوين الحديد النيزكي و السيليكات تنقسم البالاسيتات إلى 4 مجموعات فرعية:
- مجموعة البالاسيتات الرئيسية (PMG): تقريبا كل النيازك البالاسيت هي جزء من مجموعة البالاسيتات الرئيسية.
- مجموعة بالاسيت محطة النسر الصغير (PES): مماثلة للمجموعة الرئيسة ولكنها أكثر غنى بالزبرجد الزيتوني والكالسيوم. ويوجد منها 4 عينات معروفة.[5]
- بيروكسين البالاسيت (PPX): هي البلاسيتات الوحيدة التي تحتوي على البيروكسين وتتكون من مجموعتين فرعيتين حاليا هما نيزك فيرميليون ونيزك ياماتو 8451 . وكلهما يحتويان على البيروكسين.
- بالاسيت غير مجمعة (P-ung): وهي عينات التي لا تناسب مع أي مجموعة أو مجموعة صغيرة.